# Медінілла чудова

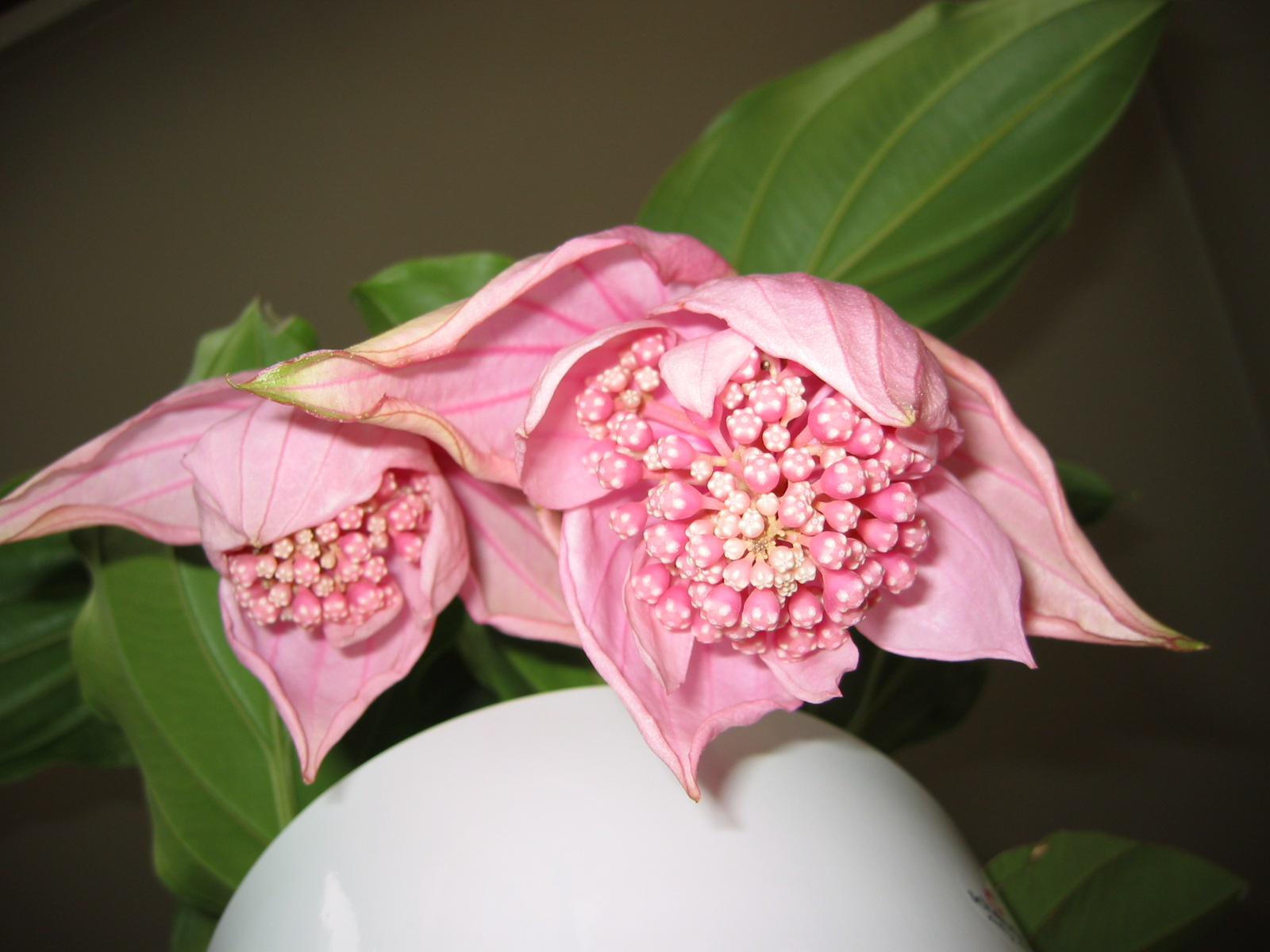
Квіти Medinilla magnifica (фото зроблене знизу) з пелюстковими приквітками під час цвітіння

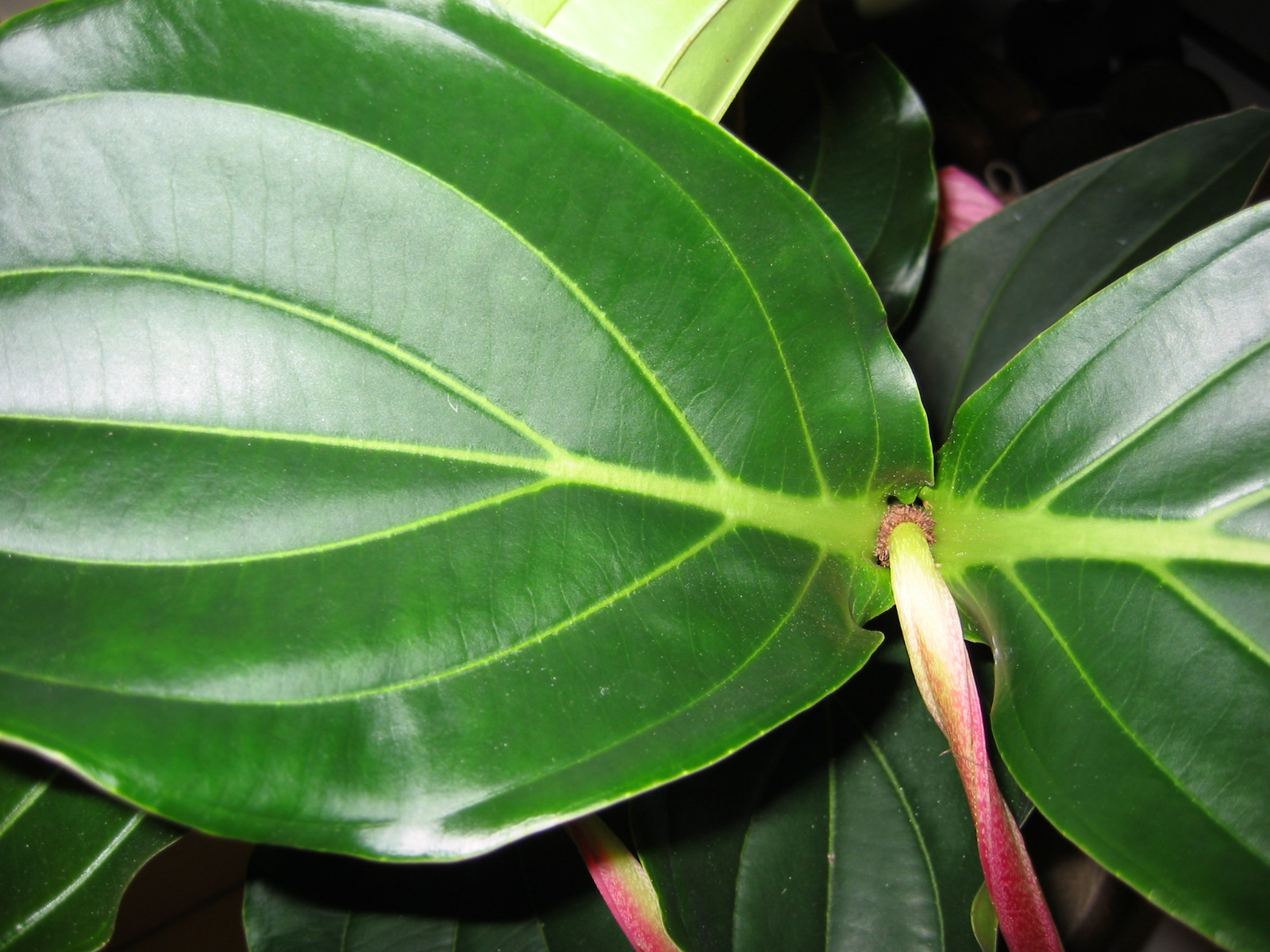
Супротивні листки з крилатим стеблом

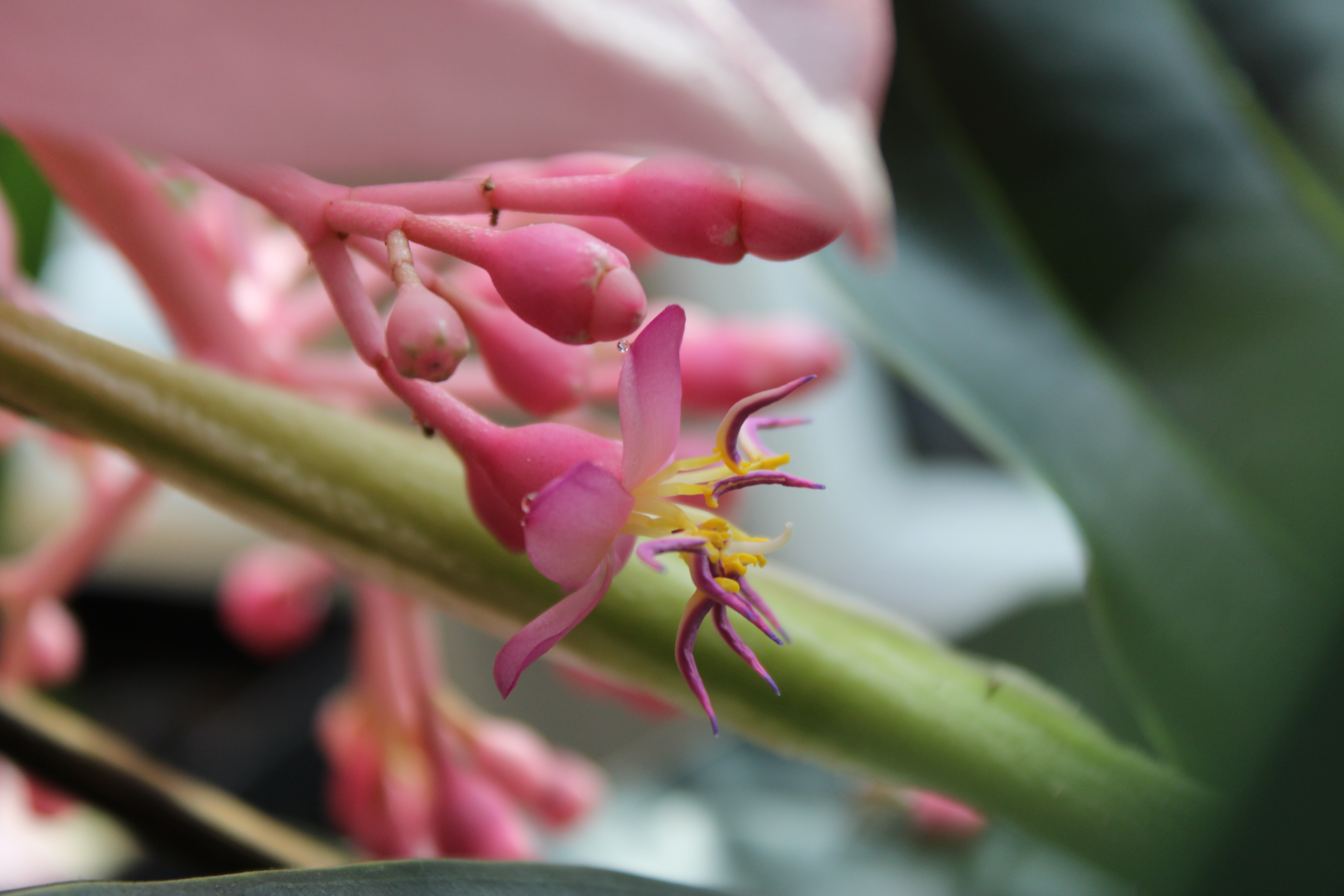
Розкрита одна квітка

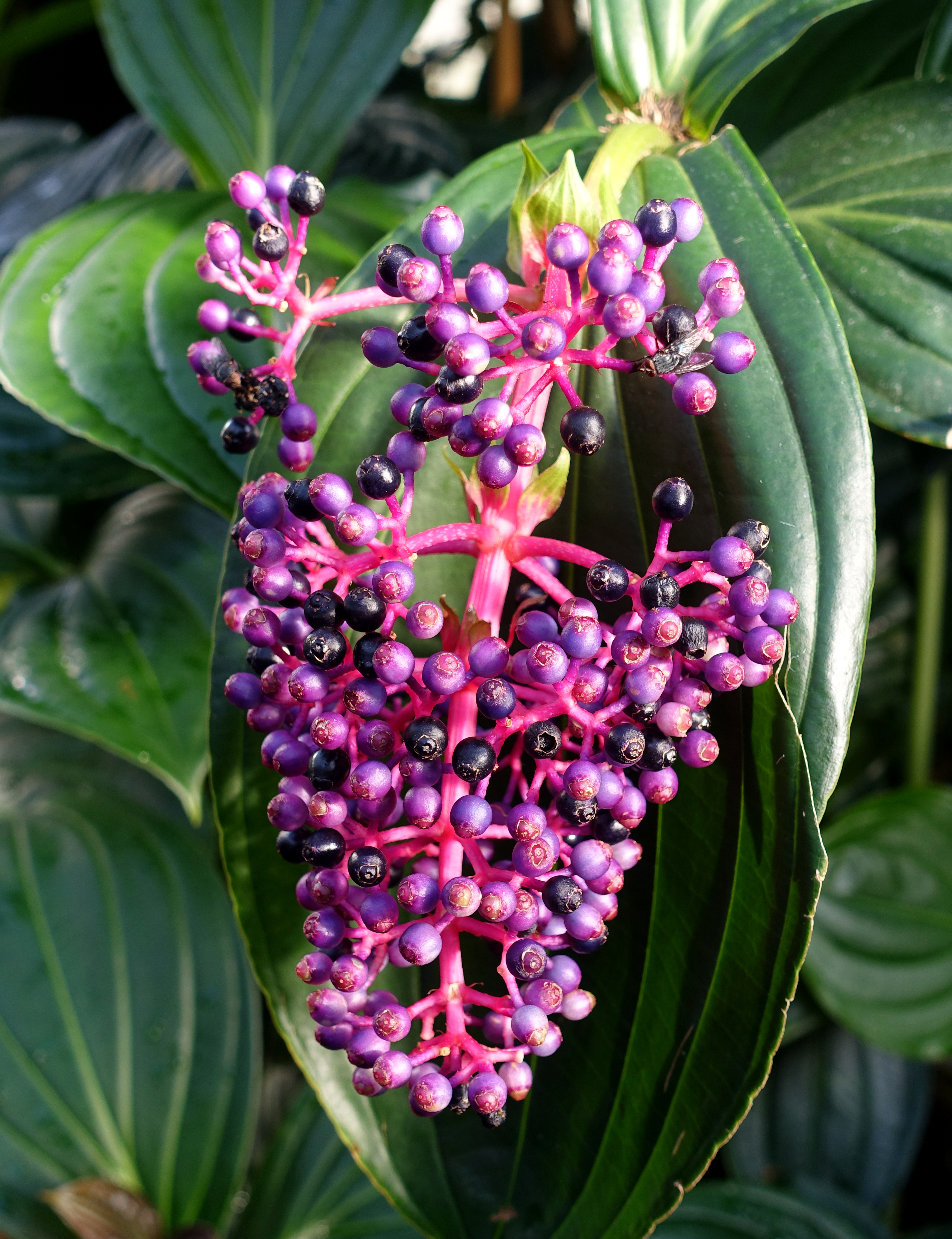
Плоди

Медінілла чудова (Medinilla magnifica) — тропічна рослина з роду медінілла родини меластомові (Melastomataceae). Один із найкрасивіших із багатьох видів Medinilla, які виявлені досі, і один із небагатьох видів, які можна культивувати як кімнатну рослину. Названа на честь іспанця Хосе де Медінілла-і-Пеніди, губернатора тихоокеанської острівної групи Маріанських островів, який жив у XIX столітті. Назва Magnifica походить з латинської мови, що означає «чудова» або «велична».

## Інші назви
- На Філіппінах: Капа-капа
- В англомовному середовищі: Chandelier tree, Showy melastome, Showy medinilla, Malaysian orchid, Malaysian orchid medinilla.

## Опис
У хороших умовах цей вічнозелений кущ виростає до 1,5–3 м у висоту, може рости і як епіфіт. Його гілки квадратні і користі, розділені вузлами. Товсті гілки мають чотири крила.
Супротивні листки — сидячі і шкірясті, голі. Листки мають форму від яйцеподібних до оберненояйцеподібних, злегка серцеподібні, загострені або загострені, знизу світліші, досить великі, 30–40 см завдовжки і з цілими краями. Злегка піднята, товста жилка знизу з виступаючою середньою жилкою з кількома другорядними жилками, які проходять дугою до кінчика листка, — світлого кольору.
Medinilla magnifica — один із небагатьох видів Medinilla з кінцевими, розкішними, звисаючими, пірамідальними та рожевими або червонуватими суцвіттями з до ста окремих квіток. Довгостебельні, привабливі 20–40 см квіткові волоті тримаються до десяти тижнів. Вони мають чотири великих пелюсткоподібних листяних приквітки на завитках рахіса в суцвітті. Квітки-гермафродити на короткій ніжці мають чотири-п'ять пелюсток із подвійною оцвітиною. Кільцеподібна чашечка на голій квітковій трубці розвинена незначно. Оберненояйцевидні пелюстки крихкі. Наявні 8–10 коротких тичинок з подовженими загнутими пиляками. Яєчник з циліндричною, лисою формою і крихітною приймочкою знаходиться знизу.
Квітки дозріваються від рожевих до червоно-фіолетових, пізніше фіолетових або синьо-чорних і округлих, багатонасінних, плодів, ягід (6 мм), що утворюються в постійній квітковій чашці із залишками чашечки (псевдоплід).

## Поширення
Природне місце поширення рослини — на філіппінських островах Лусон, Мінданао, Міндоро, Негрос і Панай.
У своєму первинному вигляді це один з найбільш квітучих епіфітів і називається капа-капа на місцевій мові. Росте на гілках дерев у діптерокарпових лісах між 300 і 500 м, у передгірських лісах 400–1000 м або в мохових лісах поясу хмар до 1400 м. Росте в освітлених місцях, які не піддаються прямому сонячному світлу і де вологість ніколи не опускається нижче 50 відсотків.
У 1998 році С. Л. Велш описав, що Medinilla magnifica зустрічається і як епіфітний, так і як наземний чагарник.
Зараз філіппінські вчені вважають цей вид зникаючим через знищення лісів. Вирубка лісів місцевим населенням позбавляє їх оптимальних екологічних умов. Ймовірно, в садівництві росте більше особин цього виду, ніж у дикій природі.
Проте Medinilla magnifica ще не внесена до Червоного списку зникаючих видів Міжнародного союзу охорони природи (станом на квітень 2007 року).

## Використання
Medinilla magnifica була завезена з Маніли за кілька років до 1850 року відомими розплідниками Вейтчем і культивувалася в теплицях в Ексетері. Була виставлена на виставці Лондонського товариства садівництва навесні 1850 року і нагороджена Великою срібною медаллю. Тоді, як і зараз, вважалася однією із найвидатніших рослин, які культивуються, і її зростаюча слава спонукала любителів садівництва шукати та збирати більше рослин у дикій природі. Вейтч намагався перешкодити їхнім зусиллям і захистити свою таємницю, повідомивши, що він знайшов рослину на острові Ява в Індонезії. Тепер ми знаємо, що його повідомлення було неправдивим; капа-капа є ендеміком Філіппін.
Медініла чудова набуває все більшої популярності як декоративна рослина.
Плоди неїстівні.

## Значення в Бельгії
Колишній бельгійський король Бодуен І, великий шанувальник красивих рослин, розпорядився вивести медініллу в королівських оранжереях.
Медінілла також прикрашала бельгійську банкноту 10 000 франків.

## Медінілла чудоваяк кімнатна рослина

### Розташування
Медінілла потребує світлого місця розташування. З листопада до початку весни також може переносити пряме сонячне світло, а також вранці та ввечері. В інші пори року її потрібно оберігати від прямих сонячних променів.

### Температура
Для цієї рослини ідеальна температура становить від 16 до 25 °C. Особливо в області коренів температура не повинна опускатися нижче, інакше — особливо в поєднанні з нестачею світла і занадто вологим ґрунтом — існує ризик втрати листя та зараження шкідниками (щитівками та борошнистими червцями). Після фази цвітіння і повного формування нових листочків рослину потрібно перенести в більш прохолодне місце (16–18 °C), щоб у пазухах листків могли утворюватися нові квіткові бруньки. Як тільки вони з'являться, його можна повернути в тепле місце, щоб сприяти розвитку квітів. Після цього рослину більше не варто повертати і переміщати.

### Полив
Поливати медініллу потрібно помірно, по можливості пом'якшеною водою кімнатної температури. Вона вимагає постійного зволоження ґрунту, але дуже чутлива до перезволоження. Влітку її потрібно більше поливати, коли дуже жарко (можна зробити пікірування). Не можна залишати надлишок води в основі. Однак Medinilla любить, коли її частіше обприскують розпилювачем, оскільки він імітує вологість у хмарному лісі. Під час дво-тримісячного періоду спокою взимку полив можна проводити більш помірно.

### Удобрювання
Зазвичай досить раз на місяць додавати у воду рослинні добрива. Після цвітіння також можна вносити добрива кожні два тижні, оскільки в цій фазі рослина розвиває нові пагони. Ґрунт має бути пухким, багатим гумусом (рН близько 5,5) і збагаченим грубими частинками, такими як волокнистий торф.

### Обрізання і пересадка
Після фази цвітіння зів'ялі квітки бажано зрізати біля основи. Там, де раніше були квіти, утворяться нові листочки.
Рослину можна пересаджувати цілий рік. Зазвичай достатньо робити це приблизно кожні два роки. Однак тендітні квіти можуть бути пошкоджені під час фази цвітіння. Під час пересадки навесні окремі оголені пагони можна обрізати до першого листкового вузла, а старі рослини, які стали занадто великими, можна обрізати до старшої деревини. В останньому випадку корінь також можна зменшити в розмірі.

### Вегетативне розмноження
Розмножити медініллу вегетативно можна такими способами:
- Перший варіант — отримання головних живців, які зрізають в січні або лютому. Живцювання відбувається лише в горщиках з додатковим введенням препаратів для укорінення (гормонів укорінення) у дуже теплих умовах (30–35 °C) і з надзвичайно високою вологістю, які дають можливість для утворення коренів.

- Другий варіант — метод розмноження відводками. На гілочці необхідно зробити надріз за допомогою чистого ножа, обернути його вологим мохом, попередньо потрібно змочити стимулятором для утворення коренів, обгорнути плівкою. Після утворення корінців відокремити відросток і висадити в легкий родючий грунт.[3]
- Третій варінт — насінням. Ранньою весною насіння посіяти в плоскі горщики з сумішшю піску і листової землі, розмістити в тепле місце. Медінілла з насіння радує своїми сходами до літа, потім саджанці пересаджують і доглядають як за дорослим рослиною.[3]